# Vol au château
Vol au château (The Incredible Theft) est un téléfilm britannique de la série télévisée Hercule Poirot, réalisé par Edward Bennett, sur un scénario de David Reid et Clive Exton, d'après la nouvelle L'Invraisemblable Vol, d'Agatha Christie.
Ce téléfilm, qui constitue le 8e épisode de la série, a été diffusé pour la première fois le 26 février 1989 sur le réseau d'ITV.

## Synopsis
À la veille de la Seconde Guerre mondiale, Mr Mayfield, un industriel britannique, conçoit un nouvel avion technologiquement supérieur aux modèles allemands. Il a besoin du soutien financier du gouvernement britannique pour pouvoir continuer ses travaux mais à cause d'une affaire avec les Japonais, il n'est plus dans les bonnes grâces du gouvernement. Il décide de se racheter en tendant un piège à une espionne allemande, Mrs Vanderlyn, et l'invite à passer un week-end chez lui en utilisant les plans de son avion comme appât. 
Sa femme, Lady Mayfield, demande à Poirot de venir pour garder un œil sur ce qui se passera pendant le week-end, craignant pour la sécurité du pays. Mrs Vanderlyn est également présente durant la soirée. Mais les plans disparaissent, le plan de Mr Mayfield ne se déroule finalement pas comme prévu. Poirot, Hastings et Japp se mettent sur la piste de Mrs Vanderlyn. Cette dernière rejoindra le consulat allemand avec les plans volés. Heureusement, les plans volés sont faux, comme le découvre le détective, le véritable stratagème de Mr Mayfield ayant réellement fonctionné ! 

## Fiche technique
- Titre français : Vol au château
- Titre original : The Incredible Theft
- Réalisation : Edward Bennett
- Scénario : David Reid et Clive Exton, d'après la nouvelle L'Invraisemblable Vol (1937) d'Agatha Christie
- Décors : Rob Harris
- Costumes : Sue Thomson
- Photographie : Ivan Strasburg
- Montage : Derek Bain
- Musique : Christopher Gunning
- Casting : Rebecca Howard
- Production : Brian Eastman
  - Production déléguée : Nick Elliott et Linda Agran
- Sociétés de production : Picture Partnership Productions, London Weekend Television
- Durée : 50 minutes
- Pays d'origine :  Royaume-Uni
- Langue originale : Anglais
- Genre : Policier
- Ordre dans la série : 8e - (8e épisode de la saison 1)
- Première diffusion :
  -  Royaume-Uni : 26 février 1989  sur le réseau d'ITV

## Distribution
- David Suchet (VF : Roger Carel) : Hercule Poirot
- Hugh Fraser (VF : Jean Roche) : Capitaine Arthur Hastings
- Philip Jackson (VF : Claude d'Yd) : Inspecteur-chef James Japp
- Pauline Moran (VF : Laure Santana) : Miss Felicity Lemon
- John Stride : Tommy Mayfield
- Carmen Du Sautoy : Mrs Vanderlyn
- Ciaran Madden : Lady Mayfield
- John Carson : Sir George Carrington
- Phyllida Law : Lady Carrington
- Guy Scantlebury (VF : Jean-Philippe Puymartin) : Reggie Carrington
- Albert Welling : Carlile
- Dan Hildebrand : le chauffeur
- Phillip Manikum : un sergent